# Metropolia paryska
Metropolia paryska – metropolia Kościoła rzymskokatolickiego we Francji, obejmująca region Île-de-France. Powstała 20 października 1622. Obecnie liczy jedną archidiecezję i siedem diecezji. Najważniejszą świątynią jest Katedra Notre-Dame w Paryżu. Godność metropolity sprawuje od 2022 abp Laurent Ulrich.
W skład metropolii wchodzą:
- archidiecezja paryska
- diecezja Créteil
- diecezja Évry-Corbeil-Essonnes
- diecezja Meaux
- diecezja Nanterre
- diecezja Pontoise
- diecezja Saint-Denis
- diecezja wersalska